# Pakistan (dominion)
Pakistan var åren 1947–1956 den dominion som upprättades i samband med Indiens delning. och omfattade ursprungligen inte furstestaterna, vilka runt 1947–1948 dock började upplösas, och införlivas i Pakistan. Den 30 september 1947 inträdde Pakistan i FN.
Pakistan blev republik den 23 mars 1956 genom införandet av 1956 års konstitution.

### Fotnoter
1. ↑  ”Bangladesh” (på engelska). World Statesmen. http://www.worldstatesmen.org/Bangladesh.html. Läst 4 januari 2016.
2. ↑  ”Post Independence Problems” (på engelska). Story of Pakistan. Arkiverad från originalet den 27 november 2015. https://web.archive.org/web/20151127090212/http://storyofpakistan.com/post-independence-problems. Läst 4 januari 2016.
3. ↑  ”Pakistan at the United Nations” (på engelska). Pakistan Mission to United Nations. 10 mars 2013. Arkiverad från originalet den 19 december 2015. https://web.archive.org/web/20151219203609/http://www.pakun.org/Pakistan%20at%20the%20UN/. Läst 4 januari 2016.
4. ↑  ”The Constitution of 1956” (på engelska). Story of Pakistan. Arkiverad från originalet den 25 november 2015. https://web.archive.org/web/20151125103457/http://storyofpakistan.com/the-constitution-of-1956. Läst 4 januari 2016.